# Stade montluçonnais
Ne doit pas être confondu avec le Montluçon Rugby, club créé en 2005 et disparu en 2016.
Le Stade montluçonnais est un club français de rugby à XV de la ville de Montluçon.
Il est fusionné en 2005 au sein du Montluçon Rugby.

## Histoire

### Les débuts
Parmi les premiers clubs permettant la pratique du rugby à Montluçon, on retrouve l'Union sportive montluçonnaise née en 1903 et le Sporting Club montluçonnais né en 1921. Ces deux entités fusionnent en 1941 en tant que Stade montluçonnais. Le nouveau club évolue alors au stade du Diénat.

### Montée en première division
En 1943, les Montluçonnais accèdent à la première division du championnat de France.

### Vice-champion de France de deuxième division 1966
Après avoir été relégué entre-temps en deuxième division, le club dispute régulièrement les phases finales sans pour autant décrocher une place en élite. En 1966, il bat l'ES Avignon Saint-Saturnin sur le score de 11 à 6 et obtient finalement sa place en Nationale pour la saison 1966-1967. Néanmoins, le titre du champion lui échappe, s'inclinant contre l'US bressane en finale. Le Stade montluçonnais se maintient en première division pour quatre saisons.

### Fusion des deux clubs montluçonnais
En 2005, le Stade montluçonnais et les Ilets sports montluçonnais fusionnent pour donner naissance au Montluçon Rugby. Cette fusion des deux clubs de la ville a longtemps été débattue, et permet de ressembler deux équipes populairement opposées, le Stade étant désigné comme « club des bourgeois » et les Ilets comme « club des ouvriers ». Elle est également le fruit de la pression municipale de la ville, cette dernière étant en effet désireuse de mutualiser et réduire les subventions versées.